# Янг Тауншип (округ Індіана, Пенсільванія)
Янг Тауншип (англ. Young Township) — селище (англ. township) в США, в окрузі Індіана штату Пенсільванія. Населення — 1688 осіб (2020).

## Демографія
Згідно з переписом 2010 року, у селищі мешкало 1775 осіб у 721 домогосподарстві у складі 502 родин. Було 800 помешкань
Расовий склад населення:
| - 98,6 % — білих - 0,3 % — чорних або афроамериканців - 0,1 % — корінних американців - 0,1 % — азіатів |

До двох чи більше рас належало 1,0 %. Частка іспаномовних становила 0,1 % від усіх жителів.
За віковим діапазоном населення розподілялося таким чином: 23,3 % — особи молодші 18 років, 62,3 % — особи у віці 18—64 років, 14,4 % — особи у віці 65 років та старші. Медіана віку мешканця становила 39,8 року. На 100 осіб жіночої статі у селищі припадало 106,6 чоловіків;  на 100 жінок у віці від 18 років та старших — 106,4 чоловіків також старших 18 років.
Середній дохід на одне домашнє господарство  становив 51 642 долари США (медіана — 45 455), а середній дохід на одну сім'ю — 59 749 доларів (медіана — 53 984). Медіана доходів становила 45 000 доларів для чоловіків та 31 250 доларів для жінок. За межею бідності перебувало 10,9 % осіб, у тому числі 19,4 % дітей у віці до 18 років та 5,4 % осіб у віці 65 років та старших.
Цивільне працевлаштоване населення становило 722 особи. Основні галузі зайнятості: роздрібна торгівля — 16,8 %, освіта, охорона здоров'я та соціальна допомога — 16,5 %, виробництво — 14,3 %, транспорт — 13,0 %.